# خوان دييغو راميريز
خوان دييغو راميريز (بالإسبانية: Juan Diego Ramírez)‏ هو دراج كولومبي، ولد في 21 يوليو 1971 في لا سيخا في كولومبيا.

## وصلات خارجية
- خوان دييغو راميريز على موقع أرشيف الدراجات (الإنجليزية)
- خوان دييغو راميريز على موقع إحصائيات الدراجات الإحترافية (الإنجليزية)